# Gänsehaut
Gänsehaut was een Duitse band uit de NDW-periode.

## Carrière
De groep ontstond uit leden van de Keulse groep Satin Whale, die in 1981 werd ontbonden. De overige leden formeerden Gänsehaut. Tot de band behoorden Wolfgang Hieronymi, Dieter Roesberg en Gerald Dellman, die allen redacteurs waren bij het vaktijdschrift Musikmagazin. Dellmann was tot begin juni 2014 bedrijfsleider van de uitgeverij MM-Musik-Media. Dieter Roesberg is nog steeds werkzaam als leidende hoofdredacteur en uitgever van het magazine Gitarre & Bass bij de uitgeverij MM-Musik-Media.
De band publiceerde in 1983 de kritische milieusong Karl der Käfer en scoorde daarmee onverwachts een hit. De daarop volgende singles Schmetterlinge gibt's nicht mehr en Johanna das Huhn konden echter niet overtuigen. Het gelijktijdig verschenen album met alle opnamen kwam niet in de hitlijst. Johanna das Huhn werd in 2009 opnieuw opgenomen door de Keulse band de Höhner en groeide uit tot het herkenningslied van de Duitse Bond voor Natuurbescherming NABU. Het daaropvolgende album Augenblicke kon zich ook niet waarmaken. Voordat de groep tegen het einde van 1984 van het toneel verdween, publiceerde ze in hetzelfde jaar nog twee singles uit dit album. Een daarvan, Autos, werd in ieder geval een radiohit. In de studio werd de band ondersteund door muzikanten als Jürgen Fritz (van de band Triumvirat), Curt Cress, Dieter Petereit (van de band Passport) en Günter Gebauer. Bij liveoptredens speelde Christian Blüm, de latere drummer van de groep Brings op de drums.

## Discografie

### Singles
- 1983: Karl der Käfer
- 1983: Schmetterlinge gibt's nicht mehr
- 1983: Johanna das Huhn
- 1984: Autos
- 1984: Feder im Wind

### Albums
- 1983: Schmetterlinge gibt's nicht mehr
- 1983: Karl der Käfer
- 1984: Augenblicke